# AFC Champions League 2014
La AFC Champions League 2014 è stata la 33ª edizione della massima competizione calcistica per club dell'Asia. Il Guangzhou Evergrande era la squadra detentrice del titolo. Il torneo è iniziato il 29 gennaio ed è terminato il 1º novembre 2014. Il Western Syndey Wanderers, squadra vincente ha avuto modo di partecipare alla Coppa del mondo per club FIFA 2014.

## Federazioni partecipanti
Il 26 novembre 2013 l'AFC ha reso noti i criteri per la qualificazione delle varie nazioni alla AFC Champions League.
| Valutazione per la AFC Champions League 2014 | Valutazione per la AFC Champions League 2014        |
| -------------------------------------------- | --------------------------------------------------- |
|                                              | Rispetta i criteri(> 600 punti)                     |
|                                              | Non rispetta i criteri, ma qualifica delle squadre  |
|                                              | Punteggio non calcolato, ma qualifica delle squadre |

| Federazione         | Punti  | Squadre       | Squadre  | Squadre  | Squadre  |
| Federazione         | Punti  | Fase a gironi | Play-off | Play-off | Play-off |
| Federazione         | Punti  | Fase a gironi | 3º turno | 2º turno | 1º turno |
| ------------------- | ------ | ------------- | -------- | -------- | -------- |
| Iran                | 908,47 | 4             | 0        | 0        | 0        |
| Arabia Saudita      | 869,62 | 4             | 0        | 0        | 0        |
| Emirati Arabi Uniti | 848,94 | 3             | 0        | 1        | 0        |
| Qatar               | 848,56 | 2             | 0        | 2        | 0        |
| Uzbekistan          | 693,38 | 1             | 0        | 2        | 0        |
| India               | 526,55 | 0             | 0        | 0        | 1        |
| Giordania           | 500,89 | 0             | 0        | 0        | 1        |
| Oman                | 390,02 | 0             | 0        | 0        | 1        |
| Bahrain             | 253,67 | 0             | 0        | 0        | 1        |
| Iraq                | -      | 0             | 0        | 0        | 1        |
| Kuwait              | -      | 0             | 0        | 0        | 1+1      |
| Totale              | Totale | 14            | 0        | 5        | 6        |
| Totale              | Totale | 14            | 11       |          |          |

| Federazione   | Punti  | Squadre       | Squadre  | Squadre  | Squadre  |
| Federazione   | Punti  | Fase a gironi | Play-off | Play-off | Play-off |
| Federazione   | Punti  | Fase a gironi | 3º turno | 2º turno | 1º turno |
| ------------- | ------ | ------------- | -------- | -------- | -------- |
| Giappone      | 935,30 | 4             | 0        | 0        | 0        |
| Corea del Sud | 887,45 | 4             | 0        | 0        | 0        |
| Cina          | 843,54 | 3             | 1        | 0        | 0        |
| Australia     | 804,08 | 2             | 1        | 0        | 0        |
| Thailandia    | 601,20 | 1             | 0        | 2        | 0        |
| Singapore     | 438,34 | 0             | 0        | 0        | 1        |
| Hong Kong     | 408,02 | 0             | 0        | 0        | 1        |
| Vietnam       | 301,31 | 0             | 0        | 0        | 1        |
| Totale        | Totale | 14            | 2        | 2        | 4        |
| Totale        | Totale | 14            | 8        |          |          |

## Squadre qualificate
| Qualificate direttamente alla fase a gironi: Asia Occidentale (Gruppi A–D) | Qualificate direttamente alla fase a gironi: Asia Occidentale (Gruppi A–D)                           | Qualificate direttamente alla fase a gironi: Asia Occidentale (Gruppi A–D) | Qualificate direttamente alla fase a gironi: Asia Occidentale (Gruppi A–D) |
| Squadra                                                                    | Metodo di qualificazione                                                                             | Pres.                                                                      | Ultima presenza                                                            |
| -------------------------------------------------------------------------- | --- | -------------------------------------------------------------------------- | -------------------------------------------------------------------------- |
| Esteghlal                                                                  | vincitore Persian Gulf Cup 2012-2013                                                                 | 7                                                                          | 2013                                                                       |
| Sepahan                                                                    | vincitore Hazfi Cup 2012-2013 3º postoPersian Gulf Cup 2012-2013                                     | 10                                                                         | 2013                                                                       |
| Tractor Sazi                                                               | 2º posto Persian Gulf Cup 2012-2013                                                                  | 2                                                                          | 2013                                                                       |
| Foolad                                                                     | 4º posto Persian Gulf Cup 2012-2013                                                                  | 2                                                                          | 2006                                                                       |
| Al-Fateh                                                                   | vincitore Saudi Professional League 2012-2013                                                        | 1                                                                          |                                                                            |
| Al-Ittihad                                                                 | vincitore King Cup of Champions 2013                                                                 | 9                                                                          | 2012                                                                       |
| Al-Hilal                                                                   | 2º posto Saudi Professional League 2012-2013                                                         | 10                                                                         | 2013                                                                       |
| Al-Shabab                                                                  | 3º posto Saudi Professional League 2012-2013                                                         | 8                                                                          | 2013                                                                       |
| Al-Ain                                                                     | vincitore UAE Pro-League 2012-2013                                                                   | 9                                                                          | 2013                                                                       |
| Al-Ahli                                                                    | vincitore Coppa del Presidente degli Emirati Arabi Uniti 2012-2013 2º posto UAE Pro-League 2012-2013 | 5                                                                          | 2010                                                                       |
| Al-Jazira                                                                  | 3º posto UAE Pro-League 2012-2013                                                                    | 6                                                                          | 2013                                                                       |
| Al-Sadd                                                                    | vincitore Qatar Stars League 2012-2013                                                               | 9                                                                          | 2011                                                                       |
| Al-Rayyan                                                                  | vincitore Emir of Qatar Cup 2013                                                                     | 6                                                                          | 2013                                                                       |
| Bunyodkor                                                                  | vincitore Oʻzbekiston Professional Futbol Ligasi 2013 vincitore Coppa dell'Uzbekistan 2013           | 7                                                                          | 2013                                                                       |
| Qualificati per i play-off: Asia Occidentale                               | |                                                                            |                                                                            |
| Secondo turno                                                              | |                                                                            |                                                                            |
| Baniyas                                                                    | 4º posto UAE Pro-League 2012-2013                                                                    | 2                                                                          | 2012                                                                       |
| Lekhwiya                                                                   | 2º posto Qatar Stars League 2012-2013                                                                | 3                                                                          | 2013                                                                       |
| Al Jaish                                                                   | 3º posto Qatar Stars League 2012-2013                                                                | 2                                                                          | 2013                                                                       |
| Lokomotiv Tashkent                                                         | 2º posto Oʻzbekiston Professional Futbol Ligasi 2013                                                 | 2                                                                          | 2013                                                                       |
| Nasaf Qarshi                                                               | 3º posto Oliy Liga 2013                                                                              | 2                                                                          | 2012                                                                       |
| Primo turno                                                                | |                                                                            |                                                                            |
| Shabab Al-Ordon                                                            | vincitore Jordan League 2012-2013                                                                    | 1                                                                          |                                                                            |
| Al-Suwaiq                                                                  | vincitore Oman League 2012-2013                                                                      | 1                                                                          |                                                                            |
| Hidd                                                                       | 3º posto Bahrein First Division League 2012-2013                                                     | 1                                                                          |                                                                            |
| Al-Shorta                                                                  | vincitore Dawri Al-Nokhba 2012-2013                                                                  | 3                                                                          | 2005                                                                       |
| Al-Kuwait                                                                  | vincitore Coppa dell'AFC 2013 vincitore Kuwait Premier League 2012-2013                              | 5                                                                          | 2008                                                                       |
| Al-Qadisiya                                                                | finalista Coppa dell'AFC 2013 2º posto Kuwait Premier League 2012-2013                               | 4                                                                          | 2008                                                                       |

| Qualificate direttamente alla fase a gironi: Asia Orientale (Gruppi E–H) | Qualificate direttamente alla fase a gironi: Asia Orientale (Gruppi E–H) | Qualificate direttamente alla fase a gironi: Asia Orientale (Gruppi E–H) | Qualificate direttamente alla fase a gironi: Asia Orientale (Gruppi E–H) |
| Squadra                                                                  | Metodo di qualificazione                                                 | Pres.                                                                    | Ultima presenza                                                          |
| ------------------------------------------------------------------------ | ------------------------------------------------------------------------ | ------------------------------------------------------------------------ | ------------------------------------------------------------------------ |
| Sanfrecce Hiroshima                                                      | vincitore J. League Division 1 2013                                      | 3                                                                        | 2013                                                                     |
| Yokohama F·Marinos                                                       | vincitore Coppa dell'Imperatore 2013 2º posto J. League Division 1 2013  | 3                                                                        | 2005                                                                     |
| Kawasaki Frontale                                                        | 3º posto J. League Division 1 2013                                       | 4                                                                        | 2010                                                                     |
| Cerezo Osaka                                                             | 4º posto J. League Division 1 2013                                       | 2                                                                        | 2011                                                                     |
| Pohang Steelers                                                          | vincitore K-League Classic 2013 vincitore Korean FA Cup 2013             | 6                                                                        | 2013                                                                     |
| Ulsan Hyundai                                                            | 2º posto K-League Classic 2013                                           | 4                                                                        | 2012                                                                     |
| Jeonbuk Hyundai                                                          | 3º posto K-League Classic 2013                                           | 8                                                                        | 2013                                                                     |
| FC Seoul                                                                 | 4º posto K-League Classic 2013                                           | 4                                                                        | 2013                                                                     |
| Guangzhou Evergrande                                                     | vincitore Chinese Super League 2013                                      | 3                                                                        | 2013                                                                     |
| Guizhou Renhe                                                            | vincitore Coppa della Cina 2013                                          | 2                                                                        | 2013                                                                     |
| Shandong Luneng Taishan                                                  | 2º posto Chinese Super League 2013                                       | 6                                                                        | 2011                                                                     |
| Western Sydney Wanderers                                                 | vincitore A-League 2012-2013                                             | 1                                                                        |                                                                          |
| Central Coast Mariners                                                   | vincitore A-League Grand Final 2013                                      | 4                                                                        | 2013                                                                     |
| Buriram United                                                           | vincitore Thai Premier League 2013 vincitore Thai FA Cup 2013            | 4                                                                        | 2013                                                                     |
| Qualificati per i play-off: Asia Orientale                               |                                                                          |                                                                          |                                                                          |
| Terzo turno                                                              |                                                                          |                                                                          |                                                                          |
| Beijing Guoan                                                            | 3º posto Chinese Super League 2013                                       | 6                                                                        | 2013                                                                     |
| Melbourne Victory                                                        | 3º posto A-League 2012-2013                                              | 4                                                                        | 2011                                                                     |
| Secondo turno                                                            |                                                                          |                                                                          |                                                                          |
| Muangthong United                                                        | 2º posto Thai Premier League 2013                                        | 4                                                                        | 2013                                                                     |
| Chonburi                                                                 | 3º posto Thai Premier League 2013                                        | 3                                                                        | 2012                                                                     |
| Primo turno                                                              |                                                                          |                                                                          |                                                                          |
| Pune                                                                     | 2º posto I-League 2012-2013                                              | 1                                                                        |                                                                          |
| Tampines Rovers                                                          | vincitore S.League 2013                                                  | 1                                                                        |                                                                          |
| South China                                                              | vincitore Hong Kong First Division League 2012-2013                      | 2                                                                        | 2003                                                                     |
| Hà Nội T&T                                                               | vincitore V League 2013                                                  | 1                                                                        |                                                                          |

## Calendario
Scheda delle partite per la competizione 2014.
| Fase          | Round            | Data sorteggio                            | Prima partita       | Seconda partita     |
| ------------- | ---------------- | ----------------------------------------- | ------------------- | ------------------- |
| Play-off      | Primo turno      |                                           | 2 febbraio 2014     | 2 febbraio 2014     |
| Play-off      | Secondo turno    | 8 febbraio 2014                           | 8 febbraio 2014     |                     |
| Play-off      | Terzo turno      | 15 febbraio 2014                          | 15 febbraio 2014    |                     |
| Fase a gironi | 1ª giornata      | 10 dicembre 2013 (Kuala Lumpur, Malaysia) | 25–26 febbraio 2014 | 25–26 febbraio 2014 |
| Fase a gironi | 2ª giornata      | 10 dicembre 2013 (Kuala Lumpur, Malaysia) | 11–12 marzo 2014    | 11–12 marzo 2014    |
| Fase a gironi | 3ª giornata      | 10 dicembre 2013 (Kuala Lumpur, Malaysia) | 18–19 marzo 2014    | 18–19 marzo 2014    |
| Fase a gironi | 4ª giornata      | 10 dicembre 2013 (Kuala Lumpur, Malaysia) | 1°–2 aprile 2014    | 1°–2 aprile 2014    |
| Fase a gironi | 5ª giornata      | 10 dicembre 2013 (Kuala Lumpur, Malaysia) | 15–16 aprile 2014   | 15–16 aprile 2014   |
| Fase a gironi | 6ª giornata      | 10 dicembre 2013 (Kuala Lumpur, Malaysia) | 22–23 aprile 2014   | 22–23 aprile 2014   |
| Fase finale   | Ottavi di finale | 10 dicembre 2013 (Kuala Lumpur, Malaysia) | 6–7 maggio 2014     | 13–14 maggio 2014   |
| Fase finale   | Quarti di finale |                                           | 19-20 agosto 2014   | 26–27 agosto 2014   |
| Fase finale   | Semifinali       | 16 settembre 2014                         | 30 settembre 2014   |                     |
| Fase finale   | Finale           | 25 ottobre 2014                           | 1º novembre 2014    |                     |

## Play-off

### Asia Occidentale
|  | Primo turno     | Primo turno     | Primo turno |  |  | Secondo turno      | Secondo turno      | Secondo turno |   |             | Terzo turno | Terzo turno | Terzo turno |  |  | Qualificate | Qualificate | Qualificate |
|  |                 |                 |             |  |  |                    |                    |               |   |             |             |             |             |  |  |             |             |             |
|  |                 |                 |             |  |  |                    |                    |               |   |             |             |             |             |  |  |             |             |             |
|  |                 |                 |             |  |  | Baniyas            | Baniyas            | 0             |   |             |             |             |             |  |  |             |             |             |
|  | Al-Suwaiq       | Al-Suwaiq       | 0           |  |  | Al-Qadisiya        | Al-Qadisiya        | 4             |   |             |             |             |             |  |  |             |             |             |
|  | Al-Qadisiya     | Al-Qadisiya     | 1           |  |  |                    |                    |               |   | Al-Qadisiya | Al-Qadisiya | 0           |             |  |  |             |             |             |
|  |                 |                 |             |  |  |                    | Al Jaish           | Al Jaish      | 3 |             |             |             |             |  |  |             |             |             |
|  |                 |                 |             |  |  | Al Jaish           | Al Jaish           | 5             |   |             |             |             |             |  |  |             |             |             |
|  |                 |                 |             |  |  | Nasaf Qarshi       | Nasaf Qarshi       | 1             |   |             |             |             |             |  |  |             |             |             |
|  |                 |                 |             |  |  |                    |                    |               |   |             | Al Jaish    | Al Jaish    | —           |  |  |             |             |             |
|  |                 |                 |             |  |  |                    | Lekhwiya           | Lekhwiya      | — |             |             |             |             |  |  |             |             |             |
|  |                 |                 |             |  |  | Lekhwiya           | Lekhwiya           | 2             |   |             |             |             |             |  |  |             |             |             |
|  | Shabab Al-Ordon | Shabab Al-Ordon | 1           |  |  | Hidd               | Hidd               | 1             |   |             |             |             |             |  |  |             |             |             |
|  | Hidd (dts)      | Hidd (dts)      | 3           |  |  |                    |                    |               |   | Lekhwiya    | Lekhwiya    | 4           |             |  |  |             |             |             |
|  |                 |                 |             |  |  |                    | Al-Kuwait          | Al-Kuwait     | 1 |             |             |             |             |  |  |             |             |             |
|  |                 |                 |             |  |  | Lokomotiv Tashkent | Lokomotiv Tashkent | 1             |   |             |             |             |             |  |  |             |             |             |
|  | Al-Kuwait       | Al-Kuwait       | 1           |  |  | Al-Kuwait          | Al-Kuwait          | 3             |   |             |             |             |             |  |  |             |             |             |
|  | Al-Shorta       | Al-Shorta       | 0           |  |  |                    |                    |               |   |             |             |             |             |  |  |             |             |             |

### Asia Orientale
|  | Primo turno       | Primo turno       | Primo turno |  |  | Secondo turno     | Secondo turno     | Secondo turno     |   |                   | Terzo turno       | Terzo turno   | Terzo turno |  |  | Qualificate | Qualificate | Qualificate |
|  |                   |                   |             |  |  |                   |                   |                   |   |                   |                   |               |             |  |  |             |             |             |
|  |                   |                   |             |  |  |                   |                   |                   |   |                   |                   |               |             |  |  |             |             |             |
|  |                   |                   |             |  |  |                   |                   |                   |   |                   |                   |               |             |  |  |             |             |             |
|  |                   |                   |             |  |  |                   |                   |                   |   |                   |                   |               |             |  |  |             |             |             |
|  |                   |                   |             |  |  |                   |                   |                   |   | Beijing Guoan     | Beijing Guoan     | 4             |             |  |  |             |             |             |
|  |                   |                   |             |  |  |                   | Chonburi          | Chonburi          | 0 |                   |                   |               |             |  |  |             |             |             |
|  |                   |                   |             |  |  | Chonburi          | Chonburi          | 3                 |   |                   |                   |               |             |  |  |             |             |             |
|  | Tampines Rovers   | Tampines Rovers   | 1           |  |  | South China       | South China       | 0                 |   |                   |                   |               |             |  |  |             |             |             |
|  | South China (dts) | South China (dts) | 2           |  |  |                   |                   |                   |   |                   | Beijing Guoan     | Beijing Guoan | —           |  |  |             |             |             |
|  |                   |                   |             |  |  |                   | Melbourne Victory | Melbourne Victory | — |                   |                   |               |             |  |  |             |             |             |
|  |                   |                   |             |  |  |                   |                   |                   |   |                   |                   |               |             |  |  |             |             |             |
|  |                   |                   |             |  |  |                   |                   |                   |   |                   |                   |               |             |  |  |             |             |             |
|  |                   |                   |             |  |  |                   |                   |                   |   | Melbourne Victory | Melbourne Victory | 2             |             |  |  |             |             |             |
|  |                   |                   |             |  |  |                   | Muangthong United | Muangthong United | 1 |                   |                   |               |             |  |  |             |             |             |
|  |                   |                   |             |  |  | Muangthong United | Muangthong United | 2                 |   |                   |                   |               |             |  |  |             |             |             |
|  | Pune              | Pune              | 0           |  |  | Hà Nội T&T        | Hà Nội T&T        | 0                 |   |                   |                   |               |             |  |  |             |             |             |
|  | Hà Nội T&T        | Hà Nội T&T        | 3           |  |  |                   |                   |                   |   |                   |                   |               |             |  |  |             |             |             |

## Fase a gironi
Squadre della stessa nazione non potevano essere sorteggiate nello stesso girone. Le prime due di ogni girone avanzano alla fase a eliminazione diretta.

### Gruppo A
| Squadra   | Pt. | G | V | N | P | GF | GS | DR |
| --------- | --- | - | - | - | - | -- | -- | -- |
| Al-Shabab | 15  | 6 | 5 | 0 | 1 | 12 | 8  | +4 |
| Al-Jazira | 10  | 6 | 3 | 1 | 2 | 12 | 10 | +2 |
| Esteghlal | 7   | 6 | 2 | 1 | 3 | 7  | 7  | 0  |
| Al-Rayyan | 3   | 6 | 1 | 0 | 5 | 9  | 15 | -6 |

|           | EST   | RAY   | JAZ   | SHB   |
| --------- | ----- | ----- | ----- | ----- |
| Esteghlal | —     | 3 – 1 | 2 – 2 | 0 – 1 |
| Al-Rayyan | 1 – 0 | —     | 2 – 3 | 0 – 2 |
| Al-Jazira | 0 – 1 | 3 – 2 | —     | 1 – 2 |
| Al-Shabab | 2 – 1 | 4 – 3 | 1 – 3 | —     |

### Gruppo B
| Squadra   | Pt. | G | V | N | P | GF | GS | DR |
| --------- | --- | - | - | - | - | -- | -- | -- |
| Foolad    | 14  | 6 | 4 | 2 | 0 | 11 | 3  | +8 |
| Bunyodkor | 8   | 6 | 2 | 2 | 2 | 7  | 7  | 0  |
| Al Jaish  | 8   | 6 | 2 | 2 | 2 | 6  | 6  | 0  |
| Al-Fateh  | 2   | 6 | 0 | 2 | 4 | 3  | 11 | -8 |

|           | FAT   | FOO   | JAI   | BUN   |
| --------- | ----- | ----- | ----- | ----- |
| Al-Fateh  | —     | 1 – 5 | 0 – 0 | 0 – 0 |
| Foolad    | 1 – 0 | —     | 3 – 1 | 1 – 0 |
| Al Jaish  | 2 – 0 | 0 – 0 | —     | 1 – 2 |
| Bunyodkor | 3 – 2 | 1 – 1 | 1 – 2 | —     |

### Gruppo C
| Squadra      | Pt. | G | V | N | P | GF | GS | DR |
| ------------ | --- | - | - | - | - | -- | -- | -- |
| Al-Ain       | 11  | 6 | 3 | 2 | 1 | 14 | 7  | +7 |
| Al-Ittihad   | 10  | 6 | 3 | 1 | 2 | 8  | 6  | +2 |
| Lekhwiya     | 7   | 6 | 2 | 1 | 3 | 5  | 10 | -5 |
| Tractor Sazi | 5   | 6 | 1 | 2 | 3 | 4  | 8  | -4 |

|              | AIN   | ITT   | TRA   | LEK   |
| ------------ | ----- | ----- | ----- | ----- |
| Al-Ain       | —     | 1 – 1 | 3 – 1 | 2 – 1 |
| Al-Ittihad   | 2 – 1 | —     | 2 – 0 | 3 – 1 |
| Tractor Sazi | 2 – 2 | 1 – 0 | —     | 0 – 1 |
| Lekhwiya     | 0 – 5 | 2 – 0 | 0 – 0 | —     |

### Gruppo D
| Squadra  | Pt. | G | V | N | P | GF | GS | DR |
| -------- | --- | - | - | - | - | -- | -- | -- |
| Al-Hilal | 9   | 6 | 2 | 3 | 1 | 12 | 7  | +5 |
| Al-Sadd  | 8   | 6 | 2 | 2 | 2 | 8  | 14 | -6 |
| Sepahan  | 7   | 6 | 2 | 1 | 3 | 9  | 8  | +1 |
| Al-Ahli  | 7   | 6 | 1 | 4 | 1 | 6  | 6  | 0  |

|          | SAD   | AHL   | HIL   | SEP   |
| -------- | ----- | ----- | ----- | ----- |
| Al-Sadd  | —     | 2 – 1 | 2 – 2 | 3 – 1 |
| Al-Ahli  | 1 – 1 | —     | 0 – 0 | 0 – 0 |
| Al-Hilal | 5 – 0 | 2 – 2 | —     | 1 – 0 |
| Sepahan  | 4 – 0 | 1 – 2 | 3 – 2 | —     |

### Gruppo E
| Squadra                 | Pt. | G | V | N | P | GF | GS | DR |
| ----------------------- | --- | - | - | - | - | -- | -- | -- |
| Pohang Steelers         | 12  | 6 | 3 | 3 | 0 | 11 | 6  | +5 |
| Cerezo Osaka            | 8   | 6 | 2 | 2 | 2 | 10 | 9  | +1 |
| Buriram United          | 6   | 6 | 1 | 3 | 2 | 5  | 9  | -4 |
| Shandong Luneng Taishan | 5   | 6 | 1 | 2 | 3 | 9  | 11 | -2 |

|                 | POH   | BUR   | SHA   | CER   |
| --------------- | ----- | ----- | ----- | ----- |
| Pohang Steelers | —     | 0 – 0 | 2 – 2 | 1 – 1 |
| Buriram United  | 1 – 2 | —     | 1 – 0 | 2 – 2 |
| Shandong Luneng | 2 – 4 | 1 – 1 | —     | 1 – 2 |
| Cerezo Osaka    | 0 – 2 | 4 – 0 | 1 – 3 | —     |

### Gruppo F
| Squadra                | Pt. | G | V | N | P | GF | GS | DR |
| ---------------------- | --- | - | - | - | - | -- | -- | -- |
| FC Seoul               | 11  | 6 | 3 | 2 | 1 | 9  | 6  | +3 |
| Sanfrecce Hiroshima    | 9   | 6 | 2 | 3 | 1 | 9  | 8  | +1 |
| Beijing Guoan          | 6   | 6 | 1 | 3 | 2 | 7  | 8  | -1 |
| Central Coast Mariners | 6   | 6 | 2 | 0 | 4 | 4  | 7  | -3 |

|                        | HIR   | CCM   | SEO   | BEJ   |
| ---------------------- | ----- | ----- | ----- | ----- |
| Sanfrecce Hiroshima    | —     | 1 – 0 | 2 – 1 | 1 – 1 |
| Central Coast Mariners | 2 – 1 | —     | 0 – 1 | 1 – 0 |
| FC Seoul               | 2 – 2 | 2 – 0 | —     | 2 – 1 |
| Beijing Guoan          | 2 – 2 | 2 – 1 | 1 – 1 | —     |

### Gruppo G
| Squadra              | Pt. | G | V | N | P | GF | GS | DR |
| -------------------- | --- | - | - | - | - | -- | -- | -- |
| Guangzhou Evergrande | 10  | 6 | 3 | 1 | 2 | 10 | 8  | +2 |
| Jeonbuk Hyundai      | 8   | 6 | 2 | 2 | 2 | 8  | 7  | +1 |
| Melbourne Victory    | 8   | 6 | 2 | 2 | 2 | 9  | 9  | 0  |
| Yokohama F·Marinos   | 7   | 6 | 2 | 1 | 3 | 7  | 10 | -3 |

|                      | GUA   | YOK   | JEO   | MEL   |
| -------------------- | ----- | ----- | ----- | ----- |
| Guangzhou Evergrande | —     | 2 – 1 | 3 – 1 | 4 – 2 |
| Yokohama F·Marinos   | 1 – 1 | —     | 2 – 1 | 3 – 2 |
| Jeonbuk Hyundai      | 1 – 0 | 3 – 0 | —     | 0 – 0 |
| Melbourne Victory    | 2 – 0 | 1 – 0 | 2 – 2 | —     |

### Gruppo H
| Squadra                  | Pt. | G | V | N | P | GF | GS | DR |
| ------------------------ | --- | - | - | - | - | -- | -- | -- |
| Western Sydney Wanderers | 12  | 6 | 4 | 0 | 2 | 11 | 5  | +6 |
| Kawasaki Frontale        | 12  | 6 | 4 | 0 | 2 | 7  | 5  | +2 |
| Ulsan Hyundai            | 7   | 6 | 2 | 1 | 3 | 8  | 10 | -2 |
| Guizhou Renhe            | 4   | 6 | 1 | 1 | 4 | 4  | 10 | -6 |

|                          | WSW   | GUI   | KAW   | ULS   |
| ------------------------ | ----- | ----- | ----- | ----- |
| Western Sydney Wanderers | —     | 5 – 0 | 1 – 0 | 1 – 3 |
| Guizhou Renhe            | 0 – 1 | —     | 0 – 1 | 3 – 1 |
| Kawasaki Frontale        | 2 – 1 | 1 – 0 | —     | 3 – 1 |
| Ulsan Hyundai            | 0 – 2 | 1 – 1 | 2 – 0 | —     |

## Fase a eliminazione diretta
I turni della fase a eliminazione diretta prevedono partite di andata e ritorno.

### Ottavi di finale
Le partite di andata si sono giocate tra il 6 e il 7 maggio 2014, quelle di ritorno tra il 13 e il 14 maggio. Le squadre prime classificate dei gironi giocano in casa la partita di ritorno.
| Squadra 1           | Totale      | Squadra 2                | Andata | Ritorno |
| ------------------- | ----------- | ------------------------ | ------ | ------- |
| Al-Ittihad          | 4 – 1       | Al-Shabab                | 1 – 0  | 3 – 1   |
| Al-Jazira           | 2 – 4       | Al-Ain                   | 1 – 2  | 1 – 2   |
| Al-Sadd             | 2 – 2 (gfc) | Foolad                   | 0 – 0  | 2 – 2   |
| Bunyodkor           | 0 – 4       | Al-Hilal                 | 0 – 1  | 0 – 3   |
| Jeonbuk Hyundai     | 1 – 3       | Pohang Steelers          | 1 – 2  | 0 – 1   |
| Cerezo Osaka        | 2 – 5       | Guangzhou Evergrande     | 1 – 5  | 1 – 0   |
| Kawasaki Frontale   | 4 – 4 (gfc) | FC Seoul                 | 2 – 3  | 2 – 1   |
| Sanfrecce Hiroshima | 3 – 3 (gfc) | Western Sydney Wanderers | 3 – 1  | 0 – 2   |

### Quarti di finale
Le partite di andata si sono giocate il 19 e il 20 agosto 2014, quelle di ritorno il 26 e il 27 agosto.
| Squadra 1                | Totale            | Squadra 2            | Andata | Ritorno |
| ------------------------ | ----------------- | -------------------- | ------ | ------- |
| Al-Hilal                 | 1 – 0             | Al-Sadd              | 1 – 0  | 0 – 0   |
| Al-Ain                   | 5 – 1             | Al-Ittihād           | 2 – 0  | 3 – 1   |
| Pohang Steelers          | 0 – 0 (0 – 3 dtr) | FC Seoul             | 0 – 0  | 0 – 0   |
| Western Sydney Wanderers | 2 – 2 (gfc)       | Guangzhou Evergrande | 1 – 0  | 1 – 2   |

### Semifinali
Le partite di andata si sono giocate il 16 settembre 2014, quelle di ritorno il 30 settembre.
| Squadra 1 | Totale | Squadra 2                | Andata | Ritorno |
| --------- | ------ | ------------------------ | ------ | ------- |
| Al-Hilal  | 4 – 2  | Al-Ain                   | 3 – 0  | 1 – 2   |
| FC Seoul  | 0 – 2  | Western Sydney Wanderers | 0 – 0  | 0 – 2   |

### Finale
La finale di andata si è giocata il 25 ottobre 2014, quella di ritorno il 1º novembre 2014.
| Squadra 1                | Totale | Squadra 2 | Andata | Ritorno |
| ------------------------ | ------ | --------- | ------ | ------- |
| Western Sydney Wanderers | 1 – 0  | Al-Hilal  | 1 – 0  | 0 – 0   |